# Nailbomb
Nailbomb – grupa muzyczna, utworzona jako projekt poboczny przez Maxa Cavalerę (wówczas lidera zespołu Sepultura) i Alexa Newporta (Fudge Tunnel). Formacja reprezentowała brzmienie na pograniczu thrash i industrial metalu oraz hardcore punka.

## Historia
Około 1991 Max Cavalera zafascynował się albumem Hate Songs in E Minor grupy Fudge Tunnel, która w związku z tym występowała u boku Sepultury na trasie po Europie od marca 1992. Jej lider Alex Newport związał się wówczas z pasierbicą Maxa, Christiną, po czym zamieszkał w Phoenix, gdzie mieszkała rodzina Cavalera. Start projektu sięga czasu na początku 1993. Obaj muzycy razem improwizowali i ćwiczyli, a za sugestią żony Maxa, Glorii, postanowili nagrać tworzoną muzykę. Pierwotnie projekt był określany nieformalnie jako Hate Project, a potem Sick Man. Ostatecznie przyjęto nazwę Nailbomb, prawdopodobnie wymyśloną przez Newporta, oznaczającą bombę siejącą spustoszenie umieszczonymi w niej gwoździami.
Przy nagraniach albumu korzystali z automatu perkusyjnego, używali inne dźwięki, m.in. z samplera, pralki do prania, odgłosy hamujących opon samochodowych. W warstwie tekstowej piosenki odnosiły się do nienawiści i przemocy. Projekt był awizowany oficjalnie jako bękart Sepultury i Fudge Tunnel.
W 1994 został wydany album studyjny, zatytułowany Point Blank. W nagraniach uczestniczyli gościnne Dino Cazares z Fear Factory oraz Igor Cavalera i Andreas Kisser z Sepultury. Ten ostatni miał pretensje do Maxa Cavalery o spożytkowanie udanych riffów na projekt zamiast użycie je do twórczości Sepultury.
Point Blank był jedynym albumem studyjnym wydanym w ramach projektu. Koncertowanie tego projektu było wykluczone z uwagi na niechęć Newporta do żywiołowej publiczności. Jedyny koncert Nailbomb to występ na festiwalu Dynamo Open Air w Eindhoven 3 czerwca 1995, gdzie grupa miała status gwiazdy. Widownia liczyła około 120 tys. ludzi. Występ został zarejestrowany i wydany na płycie kompaktowej Proud to Commit Commercial Suicide, a także na DVD Live at Dynamo. W tymże koncercie Nailbomb wystąpił w zaaranżowanym składzie, w którym znaleźli się perkusiści Igor Cavalera z Sepultury, D.H. Peligro z Dead Kennedys, Barry z Tribe After Tribe, basista Dave Edwardson z Neurosis, zaś samplami zajmował się Rhys Fulber z Front Line Assembly. W utworze „Sick Life” wystąpił Evan Seinfeld z Biohazard. Na tymże albumie umieszczono także dwa nowe utwory studyjne.
Podczas imprezy pt. „Max Cavalera Dynasty Show”, która odbyła się 9 listopada 2024 w Tempe (Arizona), Max Cavalera zagrał koncert Nailbomb tym samym reaktywując projekt.

## Muzycy
Opracowano na podstawie materiału źródłowego
Główni muzycy - założyciele zespołu
- Max Cavalera (Sepultura, Cavalera Conspiracy, Soulfly) - wokal, sample, miksowanie, gitara, gitara basowa
- Alex Newport (Fudge Tunnel, Theory of Ruin) - wokal, gitary, gitara basowa, sample

Pozostali muzycy - studyjni członkowie, goście studyjni oraz muzycy grający podczas koncertów
Opracowano na podstawie materiału źródłowego
- Igor Cavalera (Sepultura, Cavalera Conspiracy) – perkusja (studio i na żywo)
- Andreas Kisser (Sepultura) – gitary (studio)
- Dino Cazares (Fear Factory, Brujeria), (Divine Heresy) – gitary (studio)
- D.H. Peligro (Dead Kennedys) – perkusja (na żywo)
- Evan Seinfeld (Biohazard, Damnocracy) – gitara basowa (na żywo)
- Rhys Fulber (Front Line Assembly, Delerium) – klawisze, keyboard (na żywo)
- Barry C Schneider (Tribe After Tribe) – perkusja (na żywo)
- Scot (Doom) – gitara basowa (na żywo)
- Dave Edwardson (Neurosis) – wokal, gitara basowa (studio i na żywo)
- Richie Bujnowski / Cavalera – gitary (studio)

## Dyskografia
- Point Blank (1994)
- Proud to Commit Commercial Suicide (1995)

## Wideografia
- Live at Dynamo DVD (2005)